# Czoło (anatomia)
Czoło – część ciała zwierząt występująca w przedniej części ich głowy.

## Stawonogi

### Owady

Czoło (frons) oznaczone kolorem jasnożółtym.

U owadów czoło (łac. frons) jest sklerytem położonym w przedniej lub górnej części głowy. Leży powyżej nadustka od którego oddzielone jest przez bruzdę zwaną z ang. fronto-clypeal suture lub epistomal suture. Po bokach czoło graniczy z policzkami (genae) od których oddzielone jest bruzdami czołowymi (łac. fronto-genal sulci, ang. frontal suture). Podstawa (base) czoła leży przy nadustku.

## Ssaki

### Człowiek

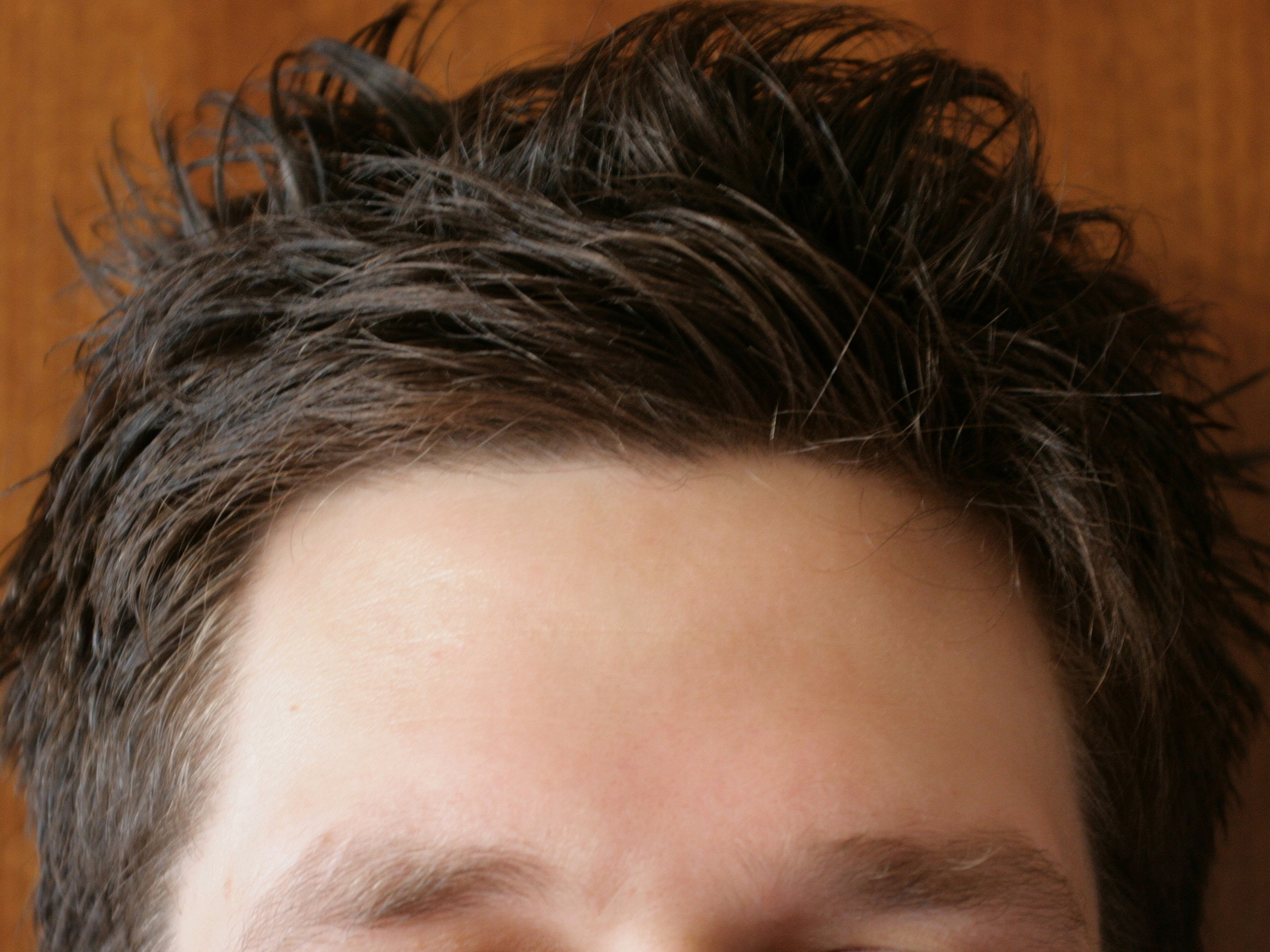
Czoło 27-letniego mężczyzny

U człowieka czoło stanowi część głowy obejmującą fragment kości czołowej ograniczony linią włosów, łukiem brwiowym oraz szwem wieńcowym.

#### Anatomia
Nerwy czuciowe czoła łączą się z nerwem ocznym stanowiącym część nerwu trójdzielnego i leżą wewnątrz podskórnej tkanki tłuszczowej, natomiast nerwy ruchowe czoła łączą się z nerwem twarzowym.
Umięśnienie czoła tworzą mięsień potyliczno-czołowy, mięsień podłużny nosa oraz mięsień marszczący brwi.
Krew dociera do czoła lewą i prawą tętnicą nadoczodołową, nadbloczkową i przednią gałęzią tętnicy skroniowej powierzchownej.

#### Mimika
Mięśnie czoła wspomagają formowanie wyrazów mimicznych twarzy. Istnieją cztery podstawowe wyrazy, które mogą pojawić się samodzielnie lub współtworzą inny wyraz twarzy. Mięśnie potyliczno-czołowe unoszą brwi (razem albo pojedynczo), wyrażając zaskoczenie lub zdziwienie, mięśnie marszczące brwi opuszczają i ściągają brwi do środka, wyrażając niezadowolenie, natomiast mięśnie podłużne nosa marszczą skórę u jego nasady.

#### Zmarszczki
Ruchy mięśni czoła powodują powstawanie charakterystycznych zmarszczek na skórze. Mięśnie potyliczno-czołowe powodują powstawanie zmarszczek poprzecznych czoła, mięśnie marszczące brwi powodują powstawanie zmarszczek pionowych między brwiami, natomiast mięśnie podłużne nosa powodują marszczenie się nosa.